# Politics of Living
Politics of Living è il terzo album in studio del gruppo rock irlandese Kodaline. È stato pubblicato il 28 settembre 2018 attraverso le etichette B-Unique Records e Sony Music. Politics of Living vanta importanti collaborazioni di produzione con musicisti come Steve Mac, Stephen Harris e Jonny Coffer. Dall'album sono stati estratti cinque singoli: Brother, Follow Your Fire, Shed a Tear, Worth It, e Head Held High. Dal punto di vista commerciale, Politics of Living è stato un successo in Europa. L'album ha raggiunto il primo posto nella Irish Albums Chart, diventando il terzo album numero uno dei Kodaline, e il quindicesimo nella UK Albums Chart.

## Tracce
1. Follow Your Fire – 3:58 (testo: Steve Garrigan, Johnny McDaid, Steve Mac)
2. Hide and Seek – 3:46 (testo: Kodaline, Johnny McDaid, Corey Sanders, Will Reynolds)
3. Angel – 3:57 (testo: Kodaline)
4. Worth It – 4:01 (testo: Kodaline, Wayne Hector)
5. Shed a Tear – 3:55 (testo: Kodaline, Dave Gibson, Jonas Jeberg, Neil Ormandy)
6. Head Held High – 3:34 (testo: Kodaline, Johnny McDaid, Coffer, Liam O'Donnell)
7. Born Again – 3:34 (testo: Garrigan, Johnny McDaid, Steve Mac, Wayne Hector)
8. I Wouldn't Be – 3:41 (testo: Kodaline)
9. Don't Come Around – 3:07 (testo: Kodaline, Coffer, Wayne Hector)
10. Brother – 3:23 (testo: Kodaline, Sanders, Alex Davies, Jon Maguire)
11. Hell Froze Over – 3:45 (testo: Kodaline, Johnny McDaid, Marlow)
12. Temple Bar – 3:47 (testo: Kodaline, Coffer, Wayne Hector)

Durata totale: 44:28

## Classifiche
| Classifica (2017)                  | Miglior posizione |
| ---------------------------------- | ----------------- |
| Belgian Albums (Ultratop Flanders) | 49                |
| Belgian Albums (Ultratop Wallonia) | 101               |
| Irish Albums (OCC)                 | 1                 |
| Dutch Albums (Album Top 100)       | 86                |
| Scottish Albums (OCC)              | 10                |
| Spanish Albums (PROMUSICAE)        | 91                |
| Swiss Albums (Schweizer Hitparade) | 11                |
| UK Albums (OCC)                    | 15                |
| UK Digital Albums (OCC)            | 11                |